# Seasons Change
"Seasons Change" (em português:  Estações Mudam) é o quarto single do álbum Exposure, lançado pelo grupo de freestyle Exposé em 1987. A letra da canção descreve relações desaparecendo devido às mudanças trazidas pelo tempo (em pessoas e eventos). É uma espécie de canção sentimental de rompimento, embora não seja sobre qualquer pessoa em particular. Não é o típico som dance-pop feito por esse grupo, mas continua a ser o maior sucesso lançado por elas até o presente momento. Angie Vollaro, integrante do grupo Sequal, emprestou vocais de fundo para essa música.
Lançado no fim de 1987, a canção é o maior sucesso delas até hoje, alcançando o primeiro lugar no Adult Contemporary dos Estados Unidos e Canadá, além de conseguir o primeiro lugar na Billboard Hot 100. Entretanto obteve limitado sucesso no Reino Unido, onde permaneceu por duas semanas na parada chegando a posição #97.

## Faixas
| N.º | Título                                                                  | Duração |  |
| 1.  | "Seasons Change" (Extended Remix)                                       | 7:45    |  |
| 2.  | "Seasons Change" (Crossover Mix)                                        | 5:20    |  |
| 3.  | "Seasons Change" (Radio Mix)                                            | 4:15    |  |
| 4.  | "Megamix - "Point of No Return" - "Come Go with Me" - "Exposed to Love" | 10:00   |  |

## Posições nas paradas musicais
| Parada musical (1987/1988)                          | Melhor posição |
| --------------------------------------------------- | -------------- |
| Canadá - Canada RPM Adult Contemporary              | 1              |
| Canadá - Canada RPM Top 100 Singles                 | 11             |
| Estados Unidos - Adult Contemporary                 | 1              |
| Estados Unidos - Billboard Hot 100                  | 1              |
| Estados Unidos - Hot Dance Music/Maxi-Singles Sales | 32             |
| Estados Unidos - Hot R&B/Hip-Hop Singles & Tracks   | 27             |
| Nova Zelândia - RIANZ                               | 36             |
| Reino Unido - UK Singles Chart                      | 97             |

| Parada de fim de ano (1988)        | Melhor posição |
| ---------------------------------- | -------------- |
| Brasil - Top 100 Songs             | 37             |
| Estados Unidos - Billboard Hot 100 | 16             |